# Schemamot
De schemamot (Gnorimoschema herbichii) is een vlinder uit de familie tastermotten (Gelechiidae). De wetenschappelijke naam is voor het eerst geldig gepubliceerd in 1864 door Nowicki.
De soort komt voor in Europa.